# Triple sec
Un triple sec és un licor d'origen francès fet amb pells de taronja. El seu grau alcohòlic varia entre 15 i 40°, el més corrent és de 30°.
Rarament es consumeix sol, però s'utilitza en la preparació de molts còctels, com ara margarites, cosmopolitans, sidecars, Ice Tea de Long Island i mai tais.
El seu nom prové del fet que es fa amb una triple destil·lació. El triple sec va ser inventat l'any 1834 per Jean-Baptiste Combier a Saumur, França. La destil·leria Combier produeix encara avui un Original Triple Sec i un Royal Combier.
Es pot beure sol però normalment és un ingredient de còctels com el margarita. Les marques més conegudes de triple sec són el Cointreau i el Grand Marnier, però hi ha moltes altres marques, com ara Aristocrat, Arrow, Bandolero, Bols, DeKuyper, Hiram Walker, McGuinness, Mohawk o Mr. Boston.